# Racecar Euro Series 2011
Navigation
Édition précédente Édition suivante
La saison 2011 de la Racecar Euro Series est la troisième saison de cette compétition qui change de nom pour prendre une dimension européenne.

## Résultats 2011
| Manche | Circuit      | Course sprint            | Course sprint           | Course endurance           | Course endurance        |
| Manche | Circuit      | Pilote victorieux Élite  | Pilote victorieux Open  | Pilote victorieux Élite    | Pilote victorieux Open  |
| Manche | Circuit      | Équipe victorieuse Élite | Équipe victorieuse Open | Équipe victorieuse Élite   | Équipe victorieuse Open |
| ------ | ------------ | ------------------------ | ----------------------- | -------------------------- | ----------------------- |
| 1      | Nogaro       | Lucas Lasserre           | Romain Fournillier      | Lucas Lasserre             | Emmanuel Brigand        |
| 1      | Nogaro       | EffiTIC Carré Sport      | OverDrive               | EffiTIC Carré Sport        | Hélary Racing Team      |
| 2      | Aragón       | Romain Iannetta          | Romain Fournillier      | Carole Perrin              | Romain Fournillier      |
| 2      | Aragón       | TFT                      | OverDrive               | K-ro Formula               | OverDrive               |
| 3      | Zandvoort    | Ander Vilariño           | Romain Fournillier      | Éric Hélary                | Emmanuel Brigand        |
| 3      | Zandvoort    | TFT                      | OverDrive               | Hélary Racing Team         | Hélary Racing Team      |
| 4      | Magny-Cours  | Éric Hélary              | Vincent Gonneau         | Wilfried Boucenna          | Emmanuel Brigand        |
| 4      | Magny-Cours  | Hélary Racing Team       | Active Events           | Assur' Inteligence Service | Hélary Racing Team      |
| 5      | Brands Hatch | Éric Hélary              | Vincent Gonneau         | Éric Hélary                | Emmanuel Brigand        |
| 5      | Brands Hatch | Hélary Racing Team       | Gonneau Racing          | Hélary Racing Team         | Hélary Racing Team      |
| 6      | Le Mans      | Éric Hélary              | Romain Fournillier      | Ander Vilariño             | Gérald Cormon           |
| 6      | Le Mans      | Hélary Racing Team       | OverDrive               | TFT                        | Orhes Team Competition  |

## Classement Pilotes 2011
5 premiers du classement Élite 2011
| Place | Pilote          | Nogaro | Nogaro | Aragón | Aragón | Zandvoort | Zandvoort | Magny-Cours | Magny-Cours | Brands Hatch | Brands Hatch | Le Mans | Le Mans | Total des points |
| ----- | --------------- | ------ | ------ | ------ | ------ | --------- | --------- | ----------- | ----------- | ------------ | ------------ | ------- | ------- | ---------------- |
| 1     | Éric Hélary     | 42     | 44     | 22     | 36     | 48        | 41        | 48          | 42          | 48           | 48           | 94      | 54      | 509              |
| 2     | Romain Thievin  | 41     | 40     | 40     | 42     | 37        | 25        | 23          | 41          | 38           | 30           | 84      | 82      | 475              |
| 3     | Ander Vilariño  | 19     | 39     | 42     | 32     | 38        | 40        | 0           | 0           | 42           | 42           | 70      | 96      | 468              |
| 4     | Romain Iannetta | 40     | 29     | 48     | 35     | 39        | 40        | 39          | 0           | 26           | 28           | 82      | 86      | 466              |
| 5     | Steven Palette  | 26     | 41     | 41     | 38     | 41        | 39        | 41          | 40          | 41           | 42           | 78      | 56      | 460              |

5 premiers du trophée Open 2011
| Place | Pilote             | Nogaro | Nogaro | Aragón | Aragón | Zandvoort | Zandvoort | Magny-Cours | Magny-Cours | Brands Hatch | Brands Hatch | Le Mans | Le Mans | Total des points |
| ----- | ------------------ | ------ | ------ | ------ | ------ | --------- | --------- | ----------- | ----------- | ------------ | ------------ | ------- | ------- | ---------------- |
| 1     | Romain Fournillier | 48     | 39     | 48     | 46     | 39        | 48        | 43          | 37          | 42           | 29           | 96      | 80      | 529              |
| 2     | Emmanuel Brigand   | 42     | 48     | 41     | 41     | 38        | 48        | 41          | 48          | 41           | 48           | 48      | 82      | 499              |
| 3     | Vincent Gonneau    | 23     | 37     | 40     | 36     | 39        | 40        | 48          | 22          | 48           | 30           | 84      | 82      | 484              |
| 4     | Tanguy Ide         | 37     | 43     | 42     | 42     | 42        | 41        | 40          | 42          | 25           | 42           | 58      | 56      | 448              |
| 5     | Gérald Cormon      | 19     | 33     | 35     | 30     | 39        | 35        | 38          | 21          | 26           | 31           | 78      | 94      | 439              |